# Türkiye İşçi Partisi
Die Türkiye İşçi Partisi (kurz TİP, türkisch für „Arbeiterpartei der Türkei“) war eine sozialistische Partei in der Türkei der 1960er Jahre.
Gegründet wurde die TİP am 13. Februar 1961 von zwölf führenden Gewerkschaften. Bei der Wahl zur Nationalversammlung 1965 erreichte sie mit drei Prozent der Stimmen ihren größten Erfolg und entsandte 15 Abgeordnete ins Parlament. Die sowjetische Invasion in der Tschechoslowakei 1968 spaltete die TİP wie viele andere sozialistische Parteien. Der Parteivorsitzende Mehmet Ali Aybar hatte Sympathien für die Ideen des „Prager Frühlings“ und äußerte sich kritisch über die Sowjetunion. Nach dem Misserfolg der Partei bei den Parlamentswahlen 1969 wurde er von der Parteispitze verdrängt und durch die marxistische Soziologin Behice Boran ersetzt, die der Partei für den weiteren Zeitraum ihrer Existenz eine prosowjetische Ausrichtung gab.

## Verbote
Sie hatte als erste Partei die Realität einer „Kurdenfrage“ anerkannt und dies in ihr Parteiprogramm aufgenommen. Deswegen wurde die TİP am 20. Juli 1971 vom Verfassungsgericht verboten. Nach ihrer Neugründung 1976 konnte sie ihre alte Basis nicht mehr mobilisieren und erreichte bei den Wahlen 1977 nur noch 0,14 Prozent der Stimmen. Nach dem Militärputsch vom 12. September 1980 wurde die TİP wieder verboten und wirkte daher im Untergrund weiter. Viele führende Kader fanden in Europa Asyl und setzten ihre politische Arbeit von dort fort.
1988 vereinigte sich die TİP mit der Kommunistischen Partei der Türkei (TKP) zur „Vereinigten Kommunistischen Partei der Türkei“ (TBKP).

## Vorsitzende
1. Avni Erakalın (1961–1962)
2. Kemal Türkler (1962)
3. Mehmet Ali Aybar (1962–1969)
4. M. Ali Aslan (1969)
5. Şaban Yıldız (1970)
6. Behice Boran (1971–1980)